# Leece
Leece är en by i Cumbria i England. Byn nämndes i Domedagsboken (Domesday Book) år 1086, och kallades då Lies/Alia Lies.